# Palpada claudia
Palpada claudia är en tvåvingeart som först beskrevs av Charles Howard Curran 1930. Palpada claudia ingår i släktet Palpada och familjen blomflugor.
Artens utbredningsområde är Panama. Inga underarter finns listade i Catalogue of Life.